# PGC 82356
LEDA/PGC 82356 ist eine Galaxie im Sternbild Luchs am Nordsternhimmel. Sie ist schätzungsweise 316 Millionen Lichtjahre von der Milchstraße entfernt.

Im selben Himmelsareal befinden sich u. a. die Galaxien NGC 2793, NGC 2823, IC 2456, IC 2459.